# Mount Suarez
Mount Suarez ist ein 2360 m hoher Berg im westantarktischen Marie-Byrd-Land. Im Königin-Maud-Gebirge ragt er unmittelbar östlich des Mount Noville an der Wasserscheide zwischen dem Van-Reeth- und dem Robison-Gletscher auf.
Der United States Geological Survey kartierte ihn anhand eigener Vermessungen und Luftaufnahmen der United States Navy aus den Jahren von 1960 bis 1964. Das Advisory Committee on Antarctic Names benannte ihn im Jahr 1967 nach Leutnant Ralph Suarez, Navigator bei der Navy-Flugstaffel VX-6 während der Operation Deep Freeze in den Jahren von 1965 bis 1967.